# Bence Ambrus
Bence Ambrus (* 14. Mai 2001) ist ein ungarischer Volleyballnationalspieler.

## Karriere
Ambrus begann seine Karriere 2017 bei DSE Röplabda Akadémia. 2021 wechselte er zu MÁV Előre SC. Mit dem Verein wurde der Mittelblocker 2023 ungarischer Vizemeister. Außerdem erreichte er mit der ungarischen Nationalmannschaft den zweiten Platz bei der europäischen Silver League. 2024 wurde er vom deutschen Bundesligisten WWK Volleys Herrsching verpflichtet.